# Acaenacis lausus
Acaenacis lausus är en stekelart som först beskrevs av Walker 1847.  Acaenacis lausus ingår i släktet Acaenacis och familjen puppglanssteklar. Inga underarter finns listade i Catalogue of Life.